# Felipe Rivero
Felipe Rivero y Lemoine (achternaam ook gespeld als Ribero; La Plata, 1797 – Madrid, 8 september 1873) was een Spaans militair, politicus, gouverneur en minister.
Rivero was afkomstig uit de hoge adel van Alto Perú. In 1858 trouwde hij met Maria de la Encarnación Pacheco, zij is afstammeling in de zevende graad van de hertog van Uceda. 
Na de Slag bij Ayacucho (1824) emigreerde Rivero naar Spanje, waar hij belangrijke functies bekleedde. Hij vocht intensief in de eerste Carlistenoorlog (1833–1840), werd vervolgens kapitein-generaal van Aragón en Navarra en werd na de Spaanse annexatie van de Dominicaanse Republiek (1861–1865) aangesteld als gouverneur van Santo Domingo. Hij volgde Pedro Santana op die tijdens de annexatie de eerste gouverneur was, maar door zijn houding tegenover de nieuwe Spaanse autoriteiten, zijn macht zag afbrokkelen en mede daardoor werd vervangen. Rivero bekleedde deze functie van 20 juli 1862 tot 22 oktober 1863.  
Tussen maart en juni 1865 was hij Minister van Oorlog en senator voor het leven.